# Theater des Kindes
Das Theater des Kindes in Linz produziert seit über 30 Jahren Theater für Kinder von 3 bis 12 Jahren.

## Geschichte
Es besteht in dieser Form seit 1973 und geht aus einer Initiative der Kinderfreunden Oberösterreich hervor. Seither arbeitet es als selbstständiger, organisatorisch und finanziell unabhängiger Verein. Das Theater des Kindes stellt eine der wichtigsten Kinder-Kultureinrichtungen im Oberösterreichischen Raum dar. Die feste Spielstätte befindet sich seit 1990 im Kinderkulturzentrum Kuddelmuddel.
Durch die frühere Leiterin Waltraud Starck hat dieses Theater, das sich besonders durch die Nähe zu den Kindern auszeichnet, sich kontinuierlich zu einer der beachtetsten Kindertheaterbühnen des Landes Oberösterreich entwickeln können. Dies wurde mit dem Bühnenkunstpreis des Landes Oberösterreich ausgezeichnet. Namhafte Mitarbeiter des Theaters waren in der Vergangenheit u. a. Sophie Rois, Herman van Veen, Karl-Heinz Hummel und Luise Toma, Patrick Addai, Jan Hax Halama, Sam Auinger, Heidelinde Leutgöb, Michaela Mandel, Walpurgi Helml und Henry Mason.

## Charakter
Die über 30.000 kleinen Besucherinnen und Besuchern in etwa 250 Vorstellungen pro Saison erleben hautnah pädagogisch wertvolle Programme. Seine Aufgabe in der Arbeit mit Kindern sieht das Team des Theaters auch darin, die Kinder zum Denken anzuregen und für das Theater zu begeistern: Das Kindertheater als erster Einstieg in die Welt des Theaters. Kinder erleben im Theater des Kindes erfahrungsreiche, Spaß und Unterhaltung bringende Vorstellungen und Theater, das berührt und eine Botschaft hat.
Die Angebote gehen weit über einen reinen Spielbetrieb im Theaterhaus hinaus: Theater für die Kleinen und Kleinsten Unterwegs in den Gemeinden und Ortschaften in ganz Österreich. Ergänzt wird das Programm mit Workshops für Kinder, Gruppen-Leiter, Lehrer und Eltern.
Mit dem Start der Spielsaison 2003/2004 fand ein Wechsel in der Leitung des Theater des Kindes statt (Leitungsteam seit 2003 Andreas Baumgartner und Helen Isaacson). Zur Neugestaltung des Theaters gehörten neben personellen Veränderungen, ein veränderter Stil der Regieführung sowie auch der komplette Theaterumbau und ein neues Raumkonzept. Durch die Einrichtung einer speziell für die Räume des Theater des Kindes entwickelten multifunktionalen Bühnen- und Zuschauertribünenlösung (Entwurf, Entwicklung und Planung durch Ausstattungsleiter Jan Hax Halama) wurde für Regie und Ausstattung eine maximale Flexibilität und Wandelbarkeit, und für das Publikum eine absolute Nähe und direkter Zugang zu den Inszenierungen erreicht.
Im Theater des Kindes ist es Tradition, dass die Schauspieler nach den Vorstellungen noch einige Fragen über das Stück, die Theaterarbeit oder auch Requisiten beantworten. Für die Kleinen gibt es die Möglichkeit, die im Stück vorgekommenen Figuren hautnah erleben zu dürfen.

## Ensemblemitglieder 2010/11
Dieter Daume, Andreas Baumgartner, Helen Isaacson, Katharina Schraml, Karin Verdorfer, Harald Bodingbauer

## Ensemblemitglieder 2017/18
Simone Neumayr, Katharina Schraml, Matthias Hacker, Ferdinand Kopeining (Gast), Harald Bodingauer (Gast)

## Auszeichnungen
- 2014 Großer Bühnenkunstpreis des Landes Oberösterreich[1]
- 2014 STELLA – Darstellender Kunstpreis für junges Publikum für die Produktion "Heidi" als herausragende Produktion für Kinder[2]
- 2018 Kaas und Kappes – 20. Niederländisch-deutscher Kinder- und Jugenddramatikerpreis für die Produktion "Bergkristall" von Christian Schönfelder[3]